# Коловская волость
Коловская во́лость — историческая административно-территориальная единица (волость) в составе Пудожского уезда Олонецкой губернии Российской Империи и РСФСР. Волость состояла из 61 населённого пункта. Волостное правление располагалось в селении Коловская (Колово).
Упразднена в 1927 году.
В настоящее время территория Коловской волости относится в основном к Пудожскому району Республики Карелия.

## География
Самым удалённым от волостного правления поселением было Ладва Тимофеевская (Глубокое) (55 вёрст).

## История
Декретом ВЦИК от 18 сентября 1922 года Олонецкая губерния была упразднена и волость включена в состав Карельской трудовой коммуны.
В ходе реформы административно-территориального деления СССР в 1927 году волость была упразднена.

## Состав

### Сельские общества
В состав волости входили сельские общества, включающие 61 деревню:
- Васюковское общество
- Коловское общество
- Островское общество
- Отовозерское общество
- Самсоновское общество
- Устьколодское общество
- Филимоновское общество

### Насёленные пункты
| Васюковское общество           |       |         |       |               |
| Поселение                      | Семей | Человек | До ВП | Школа         |
| Журавицкая при реке Водле      | 13    | 66      | 9     | В 0,5 версты  |
| Мячевская при реке Водле       | 10    | 35      | 6     | В 1 версте    |
| Новзинская при реке Водле      | 15    | 75      | 5     | В 2 верстах   |
| Елькинская при реке Водле      | 17    | 90      | 5     | В 2 верстах   |
| Ножевская при реке Водле       | 52    | 195     | 3     | В 0,25 версты |
| Кашеваровская при реке Водле   | 16    | 91      | 3     | Есть          |
| Каракулинская при реке Водле   | 19    | 90      | 9,5   | В 0,25 версты |
| Истоминская при реке Водле     | 20    | 90      | 9     | В 1 версте    |
| Сенинская при реке Водле       | 3     | 25      | 10    | В 2 верстах   |
| Ларюшинская при реке Водле     | 12    | 35      | 10    | В 2 верстах   |
| Патракеевская при реке Водле   | 15    | 55      | 10,5  | В 3,5 верстах |
| Кондаковская при реке Водле    | 10    | 60      | 11    | В 4 верстах   |
| Панезерская при озере Панезере | 12    | 62      | 14    | В 4 верстах   |
| Итого                          | 214   | 969     |       | 1             |

| Коловское общество                     |       |         |       |               |
| Поселение                              | Семей | Человек | До ВП | Школа         |
| Росляковская при реке Водле            | 20    | 87      | 2,5   | В 2,5 верстах |
| Пелгубская при реке Водле              | 7     | 22      | 2     | В 2 верстах   |
| Нишуковская при реке Водле             | 8     | 33      | 1,25  | В 1 версте    |
| Ченежская при колодцах                 | 30    | 125     | 1     | В 1 версте    |
| Коловская при реке Водле               | 50    | 250     | 0     | Есть          |
| Сумозеро на острову при озере Сумозере | 10    | 50      | 16    | В 16 верстах  |
| Нефедов след при озере Сумозере        | 0     | 0       | 16    | В 16 верстах  |
| Сумозеро гора при озере Сумозере       | 14    | 67      | 17    | В 17 верстах  |
| Итого                                  | 139   | 634     |       | 1             |

| Островское общество                   |       |         |       |               |
| Поселение                             | Семей | Человек | До ВП | Школа         |
| Старосиговская при реке Водле         | 24    | 135     | 4,5   | В 3 верстах   |
| Новосиговская при реке Водле          | 21    | 115     | 4     | В 3 верстах   |
| Кошуковская при реке Водле            | 19    | 103     | 6     | В 1,5 верстах |
| Киковская при реке Водле              | 12    | 67      | 7     | Есть          |
| Софроновская (Кулгала) при реке Водле | 23    | 108     | 6     | В 0,5 версты  |
| Федотовская (Кулгала) при реке Водле  | 10    | 40      | 6     | В 0,5 версты  |
| Гладкинская при реке Водле            | 17    | 90      | 8     | В 1 версте    |
| Островская при реке Водле             | 27    | 127     | 11    | В 3 верстах   |
| Остров-заречье при реке Водле         | 31    | 201     | 11,5  | В 3,5 верстах |
| Итого                                 | 184   | 986     |       | 1             |

| Отовозерское общество                                 |       |         |       |               |
| Поселение                                             | Семей | Человек | До ВП | Школа         |
| Ладва Тимофеевская (Глубокое) при озере Глубоком      | 7     | 50      | 55    | Есть          |
| Новинка Гамбовская (Глубокое) при озере Глубоком      | 4     | 25      | 55    | В 0,25 версты |
| Пезуевское (Глубокое) при озере Глубоком              | 7     | 40      | 55    | В 0,25 версты |
| Габозеро при озере Габозере                           | 1     | 4       | 55    | В 0,25 версты |
| Наволоцкая (Отовозерский погост) при озере Наволоцком | 10    | 50      | 40    | В 4 верстах   |
| Погоская при озере Ильинском                          | 10    | 46      | 37    | Есть          |
| Стегайлова гора при озере Ильинском                   | 3     | 17      | 37    | В 0,25 версты |
| Залесье при колодцах                                  | 9     | 35      | 36,5  | В 1 версте    |
| Заломаева гора при колодцах                           | 13    | 45      | 36    | В 2 верстах   |
| Юнгозеро при озере Юнгозере                           | 9     | 35      | 38    | В 7 верстах   |
| Итого                                                 | 73    | 347     |       | 2             |

| Самсоновское общество                 |       |         |       |               |
| Поселение                             | Семей | Человек | До ВП | Школа         |
| Самсоновская (Кривцы) при реке Водле  | 13    | 58      | 16    | Есть          |
| Тереховская (Кривцы) при реке Водле   | 10    | 55      | 16    | Есть          |
| Кокулинская при реке Водле            | 7     | 29      | 16    | Есть          |
| Стогайлова гора при реке Водле        | 7     | 29      | 17    | В 1 версте    |
| Зарубежский след (Сума) при реке Суме | 30    | 190     | 21    | Есть          |
| Андреевский след (Сума) при реке Суме | 14    | 56      | 21    | В 0,25 версты |
| Никова гора при реке Суме             | 3     | 25      | 21    | В 0,25 версты |
| Рогозеро при озере Рогозере           | 5     | 23      | 36    | В 15 верстах  |
| Итого                                 | 89    | 465     |       | 4             |

| Устьколодское общество                        |       |         |       |               |
| Поселение                                     | Семей | Человек | До ВП | Школа         |
| Кубовская (Усть-колода) при реке Водле        | 43    | 225     | 40    | Есть          |
| Над Водлой рекой (Усть-колода) при реке Водле | 31    | 174     | 40,25 | В 0,25 версты |
| Нигозеро при озере Нигозере                   | 1     | 7       | 55    | В 15 верстах  |
| Итого                                         | 75    | 406     |       | 1             |

| Филимоновское общество                    |       |         |       |               |
| Поселение                                 | Семей | Человек | До ВП | Школа         |
| Афонасьевская (Подпорожье) при реке Водле | 19    | 90      | 19    | Есть          |
| Захарьевская (Подпорожье) при реке Водле  | 25    | 113     | 19    | В 0,25 версты |
| Харловская при реке Водле                 | 45    | 201     | 13    | В 1,5 верстах |
| Подсосенская при реке Водле               | 12    | 49      | 11,5  | Есть          |
| Филимоновская при реке Водле              | 30    | 148     | 11    | В 0,5 версты  |
| Уржаковская при реке Водле                | 10    | 51      | 11    | В 1,5 верстах |
| Новинская при реке Водле                  | 7     | 38      | 11    | В 1,5 верстах |
| Левинская при реке Водле                  | 7     | 46      | 10    | Есть          |
| Гурьевская при реке Водле                 | 11    | 52      | 10    | В 1 версте    |
| Жеребчевская при реке Водле               | 6     | 24      | 11    | В 1 версте    |
| Итого                                     | 172   | 812     |       | 3             |

## Население
На 1890 год численность населения волости составляла 4591 человек.
На 1905 год численность населения волости составляла 4619 человек. Из них мужчин 2184, женщин 2435. Крестьян среди них 4566 (2158 муж / 2408 жен), некрестьянского населения 4566 (26 муж / 27 жен).
Самое многочисленное поселение — Коловская (250 жителей), безлюдное — Нефедов след (0 жителей).

## Инфраструктура
Личное подсобное хозяйство с зоной сельскохозяйственного использования, индивидуальная застройка усадебного типа. На 1905 год в волости 882 дома и 946 семей из 4619 человек. В среднем на каждый крестьянский дом (семью) приходилось по 5,2 (4,9) человек.
Основа экономики — сельское хозяйство. На 1905 год в волости насчитывалось 1166 лошадей, 1576 коров и 1804 головы прочего скота.
В волости в 1905 году было 13 школ в селениях Кашеваровская, Коловская, Киковская, Ладва Тимофеевская (Глубокое), Погоская, Самсоновская (Кривцы), Тереховская (Кривцы), Кокулинская, Зарубежский след (Сума), Кубовская (Усть-колода), Афонасьевская (Подпорожье), Подсосенская и Левинская. В среднем на 355 человек приходилась 1 школа. Дальше всего до школы было добираться из селения Сумозеро гора (17 вёрст). В пределах пяти вёрст от ближайшей школы находилось 55 поселений общей численностью 4437 жителей (96,06 %).